# 貝格山
貝格山（英語：Berg Mountains）是南極洲的山峰，位於奧次地，處於布羅姆斯基角以南26公里，由美國海軍拍攝照片，該山峰現時由南極條約體系管理。